# 法拉省
法拉省（波斯語：د فراه ولايت）是阿富汗34個省份之一，位於阿富汗西部，與伊朗接壤。法拉省是個人口稀少的省份，設有11個縣和數以百計的村落，人口只有約925,016人，是多民族聚居的省份，以普什圖人部落社會為主。法拉機場鄰近本省省會法拉。法拉省與伊朗馬希魯德有邊界。
法拉省面積約為4.8萬平方公里，北面與赫拉特省接壤，東北面與古爾省接壤，東南面與赫爾曼德省接壤，南面與尼姆魯茲省接壤，西面與伊朗接壤。法拉省是阿富汗第四大省份。